# Quercus splendens
Quercus splendens là một loài thực vật có hoa trong họ Cử. Loài này được Née miêu tả khoa học đầu tiên năm 1801.